# Autoridad del Gran Londres
La Autoridad del Gran Londres (Greater London Authority en inglés) ("AGL", "GLA" en inglés) es la administración que gobierna la ciudad-región del Gran Londres, que abarca toda el área urbana de la capital del Reino Unido. La autoridad tiene dos órganos políticos: el Alcalde de Londres (actualmente Sadiq Khan) y la Asamblea de Londres, compuesta de 25 miembros. Tanto el alcalde como los miembros de la asamblea son escogidos en elecciones directas.
La AGL tiene su sede en el City Hall, un vanguardista edificio en la orilla sur del río Támesis, junto al Tower Bridge.

## Funcionamiento
La AGL es la responsable de la administración y gobierno del Gran Londres. Aglutina, coordina y comparte poderes de gobierno local, con los 33 distritos que lo componen: las 32 municipalidades y la City de Londres con su propio estatus de ciudad.
La AGL se creó para mejorar la coordinación entre los diferentes gobiernos de los distritos del Gran Londres. Su máximo dirigente es el Alcalde de Londres, figura creada por referéndum en el año 2000, para encabezarar esta corporación y dotar de un máximo reprensentante único a la ciudad.
La Asamblea de Londres, compuesta por 25 miembros, tiene como objetivos básicos debatir, mejorar y consensuar los planes de actuación y los presupuestos propuestos por el alcalde, ya que deben ser refrendados por la misma.

## Pasado
En 1986, el Consejo del Gran Londres fue abolido por el gobierno Conservador de Margaret Thatcher. Mucha gente ha supuesto que la decisión de abolir la AGL se debía a la existencia de un creciente sector de izquierdas en la administración laborista bajo Livingstone, a pesar de que la presión de abolir la AGL había surgido ya antes de la llegada de Livingstone, y fue desarrollada en gran medida por la creencia entre los ayuntamientos del Municipio de Londres externo de que podrían realizar las funciones de la AGL del mismo modo.
Con la abolición, las funciones estratégicas de la AGL se transfirieron a cuerpos controlados por el gobierno central o por juntas mixtas nombradas por los ayuntamientos del Municipio de Londres. Algunas de las funciones de servicio de reparto fueron traspasadas a los propios ayuntamientos. Durante los siguientes catorce años no hubo ningún único cuerpo elegido para el conjunto total de Londres. El Partido Laborista nunca apoyó la abolición de la AGL y comenzó una campaña para la reestabilización de alguna forma de autoridad electa para toda la ciudad en conjunto.

## Creación
El Partido Laborista adoptó una política de un alcalde único de elección directa (una campaña sugerida en primer lugar por Tony Banks en 1990), junto con una Asamblea electa controlando al alcalde. Este modelo, basado en las ciudades de Estados Unidos, fue en parte propuesto para asegurar que el nuevo cuerpo se pareciera a la antigua AGL en tan poco como fuera posible. Después de que el Partido Laborista ganara las elecciones generales de 1997, se esbozó la campaña en un papel en blanco titulado Un Alcalde y una Asamblea para Londres (marzo de 1998).
Simultáneamente a las elecciones a los ayuntamientos del Municipio de Londres, se realizó un referéndum sobre la creación de la AGL, en mayo de 1998, que fue aprobado con un 72% de los votos. El Acta de la Autoridad del Gran Londres de 1999 pasó por el parlamento, recibiendo la Real Aprobación en octubre de 1999. En una campaña electoral controvertida, el primer ministro entonces (Tony Blair) intentó bloquear la nominación de Livingstone e impuso su propio candidato. En respuesta, Livingstone dimitió del Partido Laborista y en marzo de 2000 fueu elegido como alcalde de Londres como candidato independiente. Siguiendo un periodo provisional en el cual el alcalde y la Asamblea habían sido elegidos pero no tenían poderes, la AGL fue formalmente establecida el 3 de julio de 2000. El mismo año, el director de Arte Gavin Lester diseñó el logotipo oficial para ella.

## Poderes y funciones

### Cuerpos ejecutivos
Áreas en las que la AGL tiene responsabilidades por incluir transporte, policía, bomberos y servicios de emergencia, y planificación de desarrollo y estratégica. La AGL no suministra directamente ningún servicio por sí misma. Por el contrario, su trabajo es llevado a cabo por cuatro cuerpos funcionales, algunos de los cuales se encuentran bajo la protección de la AGL, y trabajan según la directriz del plan de trabajo del alcalde y la Asamblea. Estos cuerpos funcionales son:
- Transporte de Londres (TdL): Responsable de la dirección de la mayoría de los aspectos del sistema de transporte de Londres, incluyendo el transporte público, carreteras principales y dirección del tráfico, y administración del peaje urbano de Londres.

- La Autoridad Policial Metropolitana (APM): Responsable de la supervisión del Servicio Policial Metropolitano, que provee el servicio policial por todo el Gran Londres.

- La Autoridad de Planificación de Bomberos y Emergencias de Londres (APBEL): Administra la Brigada de Bomberos de Londres y coordina la planificación de emergencia.

- La Agencia del Desarrollo de Londres (ADL): Responsable del desarrollo en Londres.

En noviembre de 2005, el gobierno publicó un documento de consulta resvisando los poderes de la AGL, proponiendo poderes adicionales que incluían tratamiento de los residuos, planificación, urbanismo, aprendizaje y habilidades. El resultado de la consulta y las propuestas finales fueron publicadas por el Departamento para Comunidades y Gobierno Local el 13 de julio de 2006.

### Planificación
La AGL es respondsable de coordinar la planificación del uso del terreno en el Gran Londres. El alcalde elabora un plan estratégico (el "Plan de Londres", en inglés "London Plan"). Los ayuntamientos individuales del Municipio de Londres están legalmente unidos a cumplir con el plan. El alcalde tiene el poder de invalidar las decisiones de planificación hechas por los municipios de Londres si se cree que van en contra de los intereses de Londres como un conjunto.

### Plan de energía
Como en el 2006, Londres genera cuarenta y dos millones de toneladas de emisiones de carbono, 7% del total del Reino Unido. El 44% provienen de los hogares, el 28% de los centros comerciales, el 21% del transporte y el 7% de la industria.
La estrategia de energía del alcalde consiste en reducir las emisiones de carbono en un 20% para el año 2010 y un 60% para 2050 (a pesar de que alcanzar el primero de estos objetivos es poco probable). Las medidas tomadas para lograrlo han incluido la creación de la Agencia del Cambio Climático de Londres, la Sociedad de Energía de Londres y la fundación del internacional Grupo de Dirigentes del Clima de las Principales Ciudades.
La Comisión de Desarrollo Sostenible de Londres ha calculado que en cuanto a urbanismo para lograr el objetivo del 60%, todos los nuevos desarrollos tendrían que construirse de tal forma que no emitieran carbono con efectos inmediatos (usando técnicas de edificios de energía cero), además de reducir la energía utilizada en las casas ya existentes en un 40%.

## Control político
Tras las elecciones de 2008, los conservadores eran los más representados (once miembros) en la Asabmlea, seguidos por ocho laboristas, tres Demócratas Liberales, dos verdes y uno del Partido Nacional Británico.

## Elecciones
- Elecciones a la Asamblea de Londres de 2000
  - Elecciones a la alcaldía de Londres 2000
- Elecciones a la Asamblea de Londres de 2004
  - Elecciones a la alcaldía de Londres 2004
- Elecciones a la Asamblea de Londres de 2008
  - Elecciones a la alcaldía de Londres 2008